# Michail Wladimirowitsch Alpatow
Michail Wladimirowitsch Alpatow (russisch Михаил Владимирович Алпатов; * 10. Dezember 1902 in Moskau; † 9. Mai 1986 ebenda) war ein sowjetischer Kunsthistoriker.

## Leben
Alpatow wurde am 10. Dezember 1902 in Moskau geboren. Er studierte Kunstgeschichte an der Moskauer Universität und lehrte nach seinem Studium sein Fachgebiet an verschiedenen Kunsthochschulen, unter anderem auch an der Frankfurter Städelschule. Er war langjähriger Direktor am Institut für Theorie und Geschichte der Kunst der Akademie der Künste der UdSSR, deren Mitglied er war.
Alpatow beschäftigte sich vorrangig mit der altrussischen und der westeuropäischen Kunst. Schwerpunkte seines kunsthistorischen Wirkens waren genaue Interpretationen einzelner Kunstwerke und die intensive Beschäftigung mit einzelnen Künstlerpersönlichkeiten.

## Werke
- "La « Trinité » dans l'art byzantin et l'icône de Roublev. Études comparatives." Revue des études byzantines, Année 1927, 146, pp. 150–186 persee.fr
- Die italienische Kunst der Epoche Dantes und Giottos 1939 (russ.).
- Studien zur Geschichte der westeuropäischen Kunst 1939 (russ.), 2. Aufl., 1963; dt. Teilausgaben, Köln 1974 / Dresden 1982; ISBN 3-7701-0640-7.
- The Russian Impact on Art, New York 1950, 1970.
- Geschichte der Kunst, 2 Bände, Dresden 1960, 1964.
- Altrussische Ikonenmalerei, Dresden 1962.
- Die Dresdner Galerie. Alte Meister, Dresden 1995; ISBN 3-364-00015-8.